# 한울회 사건
한울회 사건은 1979년 7월 충남 대덕군 진잠면 숫통굴에서 기독교청소년 33명이 모여 수양회를 열고 12월 30일부터 3일간 서울에서 열린 2차 수양회에서 이규호가 본인의 충남대 사학과 졸업논문인 <현대의 공동체론>을 발표한 것에 대해, 본 논문의 내용이 "자본주의 사회는 구조적 모순으로 한계점에 이르렀기 때문에 사회를 개혁해 공산주의사회를 건설해야 한다"는 내용이라고 주장하며 이를 근거로 "반국가단체를 구성했다"며 국가보안법위반으로 입건한 전두환 정부의 공안 사건이다.
한편 이 사건의 피고인 박재순 목사는 "공산주의 사회를 건설한다는 주장은 한 적도, 들은 적도 없으며 결의한 적은 더욱 없다"라고 주장하고 있으며, 2000년대 들어 민주화운동으로 인정받아 재심을 신청했지만, 재심 결과 일부 유죄 판결을 받았다.

## 재판
대전지방법원은 1981년 10월 10일 선고에서 검찰의 공소사실을 인정하여 이규호에 대해 징역 7년, 자격정지 7년을 선고하는 등 전원 징역형을 선고하였다. 이때 배석판사로 재판에 참여한 이인제는 이후 1997년 한 대통령후보 토론회에서 "판사에 부임한지 얼마 지나지 않은 말석 판사라서 영향을 미칠 입장이 아니었다"며 "아픔을 같이 한다"라고 소회를 밝혔다.
서울고등법원은 1982년 2월 13일에 선고공판을 열고 "피고인들은 마르크스주의의 우월성을 강조하는 방법으로 공산주의 사상에 투철한 핵심요원을 양성하여 각 지역으로 분산침투시켜 공동노동, 공동생산, 공동분배하는 지역공동체를 육성, 확산하여 사회공동체 인류공동체를 형성함으로써 공산주의체제로 사회를 개혁하기 위해 한울회라는 조직을 구성해 활동한 사실이 명백하다"고 하면서 "한울회의 목적달성이 외부적 객관적 여건에 따라 불가능할지는 몰라도 전혀 허무맹랑한 비과학적 공상적 결사라고 볼 수 없다"며 국가보안법상 반국가단체라는 사실을 인정하며 피고인의 항소를 기각했다.
하지만 대법원은 1982년 6월 8일에 선고공판을 열고 "이규호의 논문이 마르크스의 공산주의 이론을 소개하지만 그 전체적인 내용은 현대공동체 사상의 하나로 마르크스 사상의 일부를 소개하는데 지나지 않고 전체적으로 논문의 진의는 신앙인의 입장에서 현대자본주의경제하의 소외된 인간 상실의 문제를 극복하기 위한 하나의 시론으로 공동체 문제를 연구해본 것에 불과할 뿐 폭력이나 무력에 의해 공산주의체제로 사회를 개혁하자는 것도 아니다 피고인들이 그와 같은 목적으로 결사한 것도 아니다"라고 하면서 한울회에 대해 신앙을 바탕으로 한 신앙공동체라는 점 이외에는 피고인들의 의견이 일치되지 않았다"며 국가변란 목적의 반국가단체를 인정한 원심을 파기했다.
이에 서울고등법원은 파기환송심에서 대법원의 판단보다 1심의 판단을 따르면서 공소장에서 반국가단체의 '수괴 임무 종사자'를 '지도적 임무 종사자'로 변경된 이규호에 대해 징역 4년, 자격정지 4년으로 감경하면서 한울회에 대해 "한울회는 공산주의체제로 사회를 개혁하기 위한 국가변란목적의 결사임이 분명하고 그에 따른 활동을 한 사실이 명백하다. 공산주의자들이 정부전복을 위해 단체를 구성한 경우에는 사리상 당연히 정부전복 후에는 북괴와 같은 형태의 정부를 구상했을 것으로 봐야 하므로 새삼스레 정부를 참칭하거나 국가변란의 목적을 따질 필요가 없다"고 했다.
이후 대법원은 1983년 2월 11일에 피고인의 상고를 기각하면서 이규호(25)와 박재순(23) 징역4년 자격정지4년, 홍성환(22) 징역2년6월 자격정지2년6월 집행유예4년, 이충근(28) 징역1년6월 자격정지1년6월, 이건종(28) 징역1년6월 자격정지1년6월을 선고한 판결을 확정했다. 이때 재판장은 이일규이다.